# Desa Cibatu (administrativ by i Indonesien, lat -6,99, long 106,79)
Desa Cibatu är en administrativ by i Indonesien.   Den ligger i provinsen Jawa Barat, i den västra delen av landet, 90 km söder om huvudstaden Jakarta.